# 易卜拉欣·魯貝什
易卜拉欣·魯貝什（1979年7月7日—2015年4月12日）是基地组织阿拉伯半岛分支的一名高級頭目，曾被關押於美軍的关塔那摩湾拘押中心。2006年獲釋放回到沙特阿拉伯，隨即加入基地組織阿拉伯半島分支。
2014年10月，美国国务院懸賞500萬美元捉拿他。2015年4月12日，魯貝什被無人飛機空襲炸死。